# グリーンモール商店街

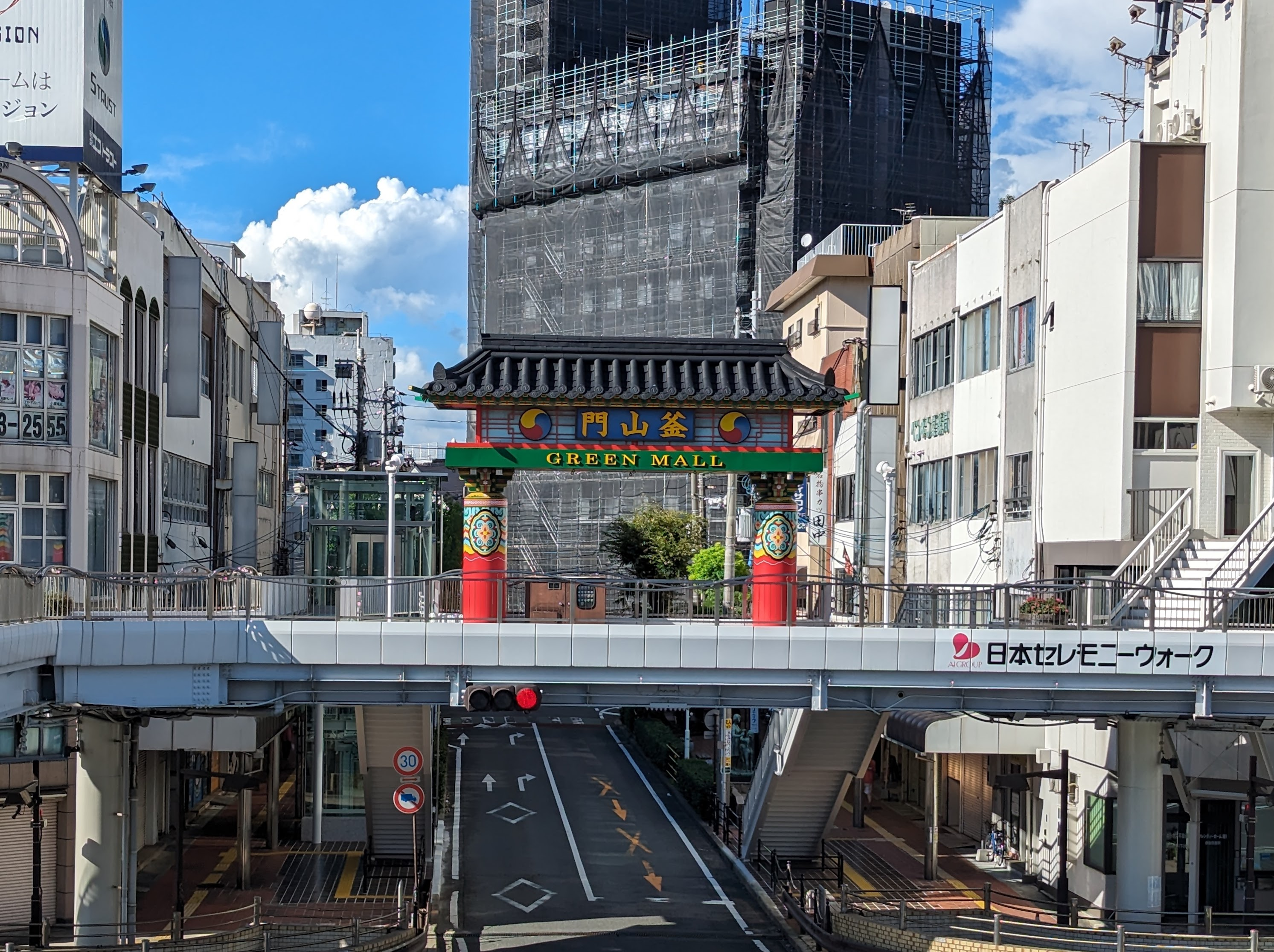
グリーンモール商店街入口に設置されている釜山門（2023年9月）

グリーンモール商店街（グリーンモールしょうてんがい、Green Mall、그린몰）は、山口県下関市にある商店街。

## 概要
JR下関駅の北側にあたる竹崎町2丁目・長門町に、山陽本線の高架橋の東に沿う形で位置しており、飲食店や雑貨店などが並ぶ。下関市におけるコリア・タウンの中心となるエリアであり、在日コリアンの経営する韓国の食材・雑貨を扱う店や焼肉店が多く軒を連ねる
下関は関釜フェリーで結ばれている韓国・釜山とは歴史的につながりが深く、両市は1976年には姉妹都市縁組を結んでいる。実際に当商店街の店舗群は関釜フェリーで商材を運んでくる行商人（ポッタリさん）から商材を仕入れたり、店主自らが関釜フェリーに乗り込んで韓国で商材を仕入れる店舗が多い。こうしたことから商店街のことを「リトル・プサン」とも称しており、商店街内の一部店舗では韓国ウォン紙幣（1000、5000、1万ウォン）が使える。
- JR山陽本線を挟んだ西側には、生鮮品を主に扱う長門市場（ながといちば）があり、市民の台所の一つとして知られる。
- 商店街の東側（長門町）には、映画「チルソクの夏」の舞台になった茶山通り[2]がある。
- 2021年5月～6月下旬に、Netflix『幽☆遊☆白書』（実写版）のロケが行われ、2023年12月14日に世界同時配信[3]された。クレジットタイトル（エンドロール）に「ロケーション協力」として、グリーンモール商店街を構成する地域団体（長門今浦自治連合会、竹崎自治連合会、グリーンモール自治繁栄会）が記載されている。

## 主要施設
公共施設
- 下関郵便局
- 下関市長門町駐車場　など

商業施設
- 長門プラザ（井野屋下関店）など

## イベント
グリーンモール商店街に関連するイベント（祭り）としては、主に以下が挙げられる。
- しものせき海峡まつり（5月のゴールデンウイーク）
- 馬関まつり（8月、山口県最大の祭り）
- リトル釜山フェスタ[4]（毎年11月23日／祝日：勤労感謝の日／いいプサン「11・23」の語呂も所以）

グリーンモール商店街がメイン会場。韓国の伝統芸能を披露するステージや、朝鮮料理などが振舞われる。

## 交通アクセス
電車
- JR下関駅下車（下関駅側からは、ペデストリアンデッキで繋がれている。）

路線バス
- サンデン交通「下関駅」バス停下車

車
- 下関市長門町駐車場 など

国際航路
- 下関港国際ターミナル